# Robert Woelfl

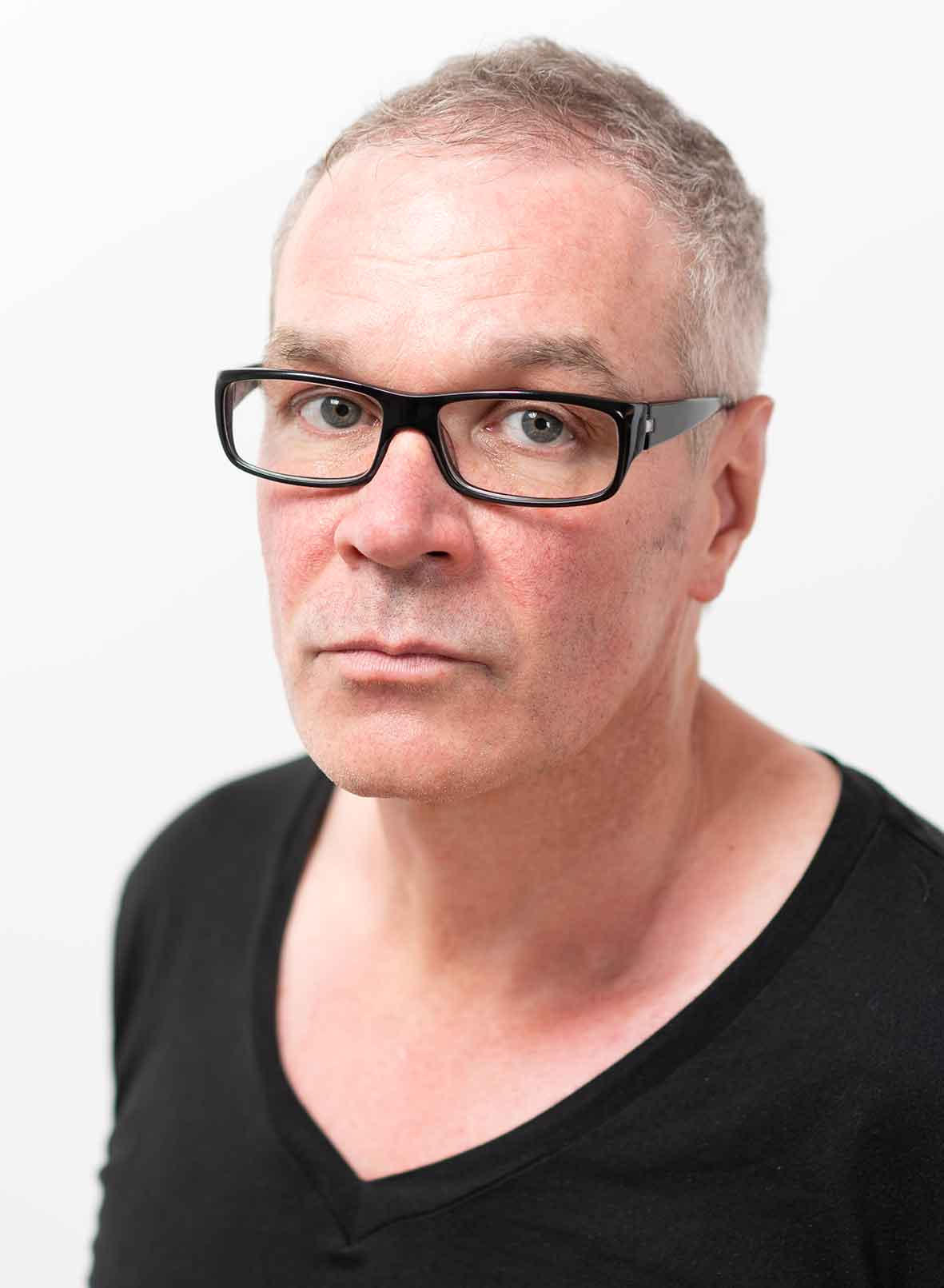
Robert Woelfl, 2019

Robert Woelfl (* 29. April 1965 in Villach) ist ein österreichischer Schriftsteller und Dramatiker.

## Leben
Woelfl wuchs teils bei seinen Eltern und teils bei seiner Großmutter mütterlicherseits auf. Sein Vater, der aus dem Ort Stanisic in der Vojvodina stammte und Ende des Zweiten Weltkriegs nach Österreich geflüchtet war, unterrichtete als Klavierlehrer und war später Direktor der Musikschule in Villach, seine Mutter arbeitete als Sekretärin in der Landwirtschaftskammer. Der Großvater väterlicherseits hatte in den fünfziger Jahren eine Jazzband, der aus der Steiermark stammende Großvater mütterlicherseits konstruierte Seilbahnen. Die Großmütter waren Kindergärtnerin und väterlicherseits Schneiderin.
Woelfl besuchte in Villach die sog. Friedensschule und danach das Peraugymnasium. Nach der Matura studierte er zwei Semester Geschichte und Philosophie an der Universität Klagenfurt, bevor er im Herbst 1984 nach Salzburg ging, um am Mozarteum bei dem Schweizer Bildhauer Ruedi Arnold Bildhauerei zu studieren, wobei er am Mozarteum dann allerdings öfter in der Schauspielabteilung als in der Bildhauereiklasse war.
Ein Jahr später zog er nach Wien, um an der Universität für angewandte Kunst in der Meisterklasse für Freie Grafik bei Oswald Oberhuber und Ernst Caramelle zu studieren. Zeitgleich besuchte er die Lehrkanzel für Kommunikationstheorie bei Roy Ascott und Zelko Wiener, wo künstlerische Projekte für ein neues, noch in den Kinderschuhen steckendes Medium entwickelt wurden – das Internet. Für die während der Zeit auf der Angewandten entstandenen Videoessays erhielt Woelfl 1991 den Österreichischen Förderungspreis für Videokunst. Als Diplomarbeit präsentierte Woelfl eine Videoinstallation über das Gladbecker Geiseldrama (Alles und nichts anderes, 1991).
Nach dem Studium arbeitete Woelfl mit verschiedenen Künstlergruppen zusammen (u. a. mit der Gruppe You Never Know) sowie bei Medienkunstprojekten von Robert Adrian X mit (u. a. bei Kunst & Politik für die ars electronica 1996) und gemeinsam mit Bernhard Loibner an Kunstradioprojekten des Senders ORF.
Von 1995 an konzentrierte sich Woelfl ganz auf die schriftstellerische Arbeit. Ab diesem Zeitpunkt entstanden die ersten Theaterstücke, für die er in den folgenden Jahren mit zahlreichen Preisen ausgezeichnet wurde. So erhielt er u. a. für Dem Herz die Arbeit, den Händen die Liebe den Jakob-Michael-Reinhold-Lenz-Preis für Dramatik (2000) und für Kommunikation der Schweine den Autorenpreis der deutschsprachigen Theaterverlage (2001). Im Jahr 2010 wurde er für das Finanzberater-Stück Wir verkaufen immer mit dem Dramatikerpreis des Stadttheaters Klagenfurt ausgezeichnet.
Manche der Theaterstücke entstanden in enger Zusammenarbeit mit einem Theater / Festival bzw. einem Regieteam (z. B. Jekyll und Hyde bei den Wiener Festwochen 1999, oder Mann und Frau in der Hundestellung für das Wiener Burgtheater 2003, oder das Projekt Yamo Yamo gemeinsam mit Claudia Bosse für das Festival Steirischer Herbst 2006). In der Spielzeit 2000/2001 war Woelfl im Rahmen des Projekts „Dichter ans Theater“ Hausautor am Staatstheater Stuttgart.
Seit 2011 hat Woelfl einen Lehrauftrag für Szenisches Schreiben am Institut für Sprachkunst an der Universität für angewandte Kunst in Wien. Seit 2012 leitet er die Österreichischen Hörspieltage.
Robert Woelfl hat einen Sohn und lebt in Wien.

## Werke

### Theaterstücke
- Jekyll und Hyde. Uraufführung 1999 im Rahmen des Festivals „Wiener Festwochen“ im Schauspielhaus (Wien), Regie: Jan Bosse.
- Einmal satt, einmal tot, einmal gesellig. Uraufführung am 8. April 2000 im Rahmen des Festivals „Neue Szene“ am Stadttheater Konstanz, Regie: Wolfram Apprich. Publiziert in: Theater Theater  Aktuelle Stücke 9, S. Fischer Verlag 1999.
- Dem Herz die Arbeit, den Händen die Liebe. Uraufführung 12. Januar 2001 am Schauspiel Leipzig, Regie: Claudia Bauer.
- Kommunikation der Schweine. Uraufführung am 23. März 2002 am Stadttheater Bremerhaven, Regie: Alexander Seer. Publiziert in: Theater Theater Aktuelle Stücke 11, S. Fischer Verlag 2001.
- Wahrheit. Uraufführung am 17. Januar 2003 am Staatstheater Stuttgart, Regie: Elias Perrig. Publiziert in: Theater Theater Aktuelle Stücke 13, S. Fischer Verlag 2003.
- Mann und Frau in der Hundestellung. Uraufführung am 20. Dezember 2003 im Rahmen des Projekts „Hommage an Werner Schwab“ am Burgtheater Wien (Kasino), Regie: Stephan Rottkamp. Abgedruckt in: kolik 25, Zeitschrift für Literatur.
- Wildnis und Casinos. Uraufführung am 22. April 2006 am TAG Wien, Regie: Gernot Plass. Abgedruckt in: kolik 34, Zeitschrift für Literatur.
- retten – zerstören. Uraufführung 15. Juni 2006 am Theater Halle 7 München, Regie: Claus Peter Seifert.
- Ressource Liebe. Uraufführung am 14. Dezember 2006 am Staatstheater Stuttgart, Regie: Sebastian Röhrle. Publiziert in: Theater Theater Aktuelle Stücke 17, S. Fischer Verlag 2007
- Familien Unternehmer Geister. Uraufführung am 25. März 2011 am Theater Augsburg, Regie: Ramin Anaraki.
- Wir verkaufen immer. Uraufführung am 20. September 2013 am Mainfranken Theater Würzburg, Regie: Stephan Suschke. Publiziert in: Theater Theater Aktuelle Stücke 21, S. Fischer Verlag 2010
- Gier nach Gefühlen.
- Keine Zeit für Klassenkampf. Kurzstück. Uraufführung am 17. Oktober 2014 im Rahmen der Eröffnung des Theaters Werk X, Regie: Christine Eder. Abgedruckt in: kolik 64, Zeitschrift für Literatur.
- Neues Leben im falschen. Publiziert in: Theater Theater Aktuelle Stücke 27, S. Fischer Verlag 2016
- Überfluss Wüste. Uraufführung ETA Hoffmann Theater, Bamberg, 11. Oktober 2018; Regie: Daniel Kunze. Publiziert in: Theater Theater Aktuelle Stücke 29, S. Fischer Verlag 2018
- Tiger.
- Goldene Türen. Aufgeführt beim Festival „Racconti per Ricominciare“ in Neapel / Ercolano 2022[13]
- Schiffe zählen auf dem Meer. Abgedruckt in: kolik 91, Zeitschrift für Literatur[14]
- Müllinsel der Seligen. Kurzstück. Szenisch gelesen am Schauspiel Leipzig (Diskothek) im Rahmen der Buchmesse März 2023 und aufgeführt im Schauspielhaus Wien im Rahmen des Projekts „Im Glashäusl“ im Mai 2024.[15] Abgedruckt in: Lichtungen 173, Zeitschrift für Literatur, Kunst und Zeitkritik[16]
- Mehr Nacht als Sonne.[17]

### Hörstücke
- Brennschluss (zusammen mit Bernhard Loibner). Erstausstrahlung 1994, ORF/Ö1, Sendereihe: Kunstradio – Radiokunst.
- Hörsturz (zusammen mit Bernhard Loibner). Erstausstrahlung 1996, ORF/Ö1, Sendereihe: Kunstradio – Radiokunst. Als CD erschienen. Mit Booklet.
- Kaufkraft (zusammen mit Bernhard Loibner). Erstausstrahlung 2001, ORF/Ö1, Sendereihe: Kunstradio – Radiokunst. Als CD erschienen. Abgedruckt in: kolik 12, Zeitschrift für Literatur.
- Ressource Liebe. Erstausstrahlung am 28. Oktober 2008, ORF/Ö1, Sendereihe: Hörspiel-Studio, Regie: Götz Fritsch.
- Wir verkaufen immer. Erstausstrahlung am 23. November 2010, ORF/Ö1, Sendereihe: Hörspiel-Studio, Regie: Götz Fritsch.
- Familien Unternehmer Geister. Erstausstrahlung am 24. Mai 2011, ORF/Ö1, Sendereihe: Hörspiel-Studio, Regie: Götz Fritsch.
- Dunkle Geheimnisse kaufen Kunst. Erstausstrahlung am 17. Juni 2015, SRF, Regie: Susanne Heisig.
- Neues Leben im falschen. Erstausstrahlung am 19. Dezember 2015, ORF/Ö1, Regie: Götz Fritsch.
- Überfluss Wüste. Erstausstrahlung am 29. April 2019, WDR 3, Regie: Jörg Schlüter.

### Videoessays
- Inszenierung (zusammen mit Lydia Lindner). Erstaufführung 1987, Videofestival Locarno.
- Die Zeit, junger Mann, hat uns beiden eine Lektion erteilt (zusammen mit Klaus Schuster und Wolfgang Scherz). Erstaufführung 1988.
- Die Liste der leichten Dinge. Erstaufführung 1988, Galerie Grita Insam, Wien.
- Verführungen. Erstaufführung 1988, Galerie Grita Insam, Wien.
- Der Bote (zusammen mit Klaus Schuster). Erstaufführung 1989.
- Der Schnee des Mondes. Erstaufführung 1990.
- Alles und nichts anderes. Erstaufführung 1991.

### Meta
- Nur alle zusammen sind ein Einzelschicksal, in: Birgit Haas (Hg.): Dramenpoetik 2007, Einblicke in die Herstellung des Theatertextes, Georg Olms Verlag, Hildesheim/Zürich/New York 2009

## Preise und Auszeichnungen
- 1991 Österreichischer Förderungspreis für Videokunst
- 1998 Literaturstipendium der Stadt Villach
- 1999 Dramatikerstipendium des Bundes
- 2000 2. Preis beim Dramenwettbewerb der Akademie Graz
- 2000 Reinhold-Lenz-Preis für neue Dramatik
- 2001 Förderungspreis des Landes Kärnten für Literatur
- 2001 Autorenpreis der deutschsprachigen Theaterverlage
- 2003 Dramatikerstipendium der Stadt Wien
- 2005 Dramatikerstipendium des Bundes
- 2007 Dramatikerstipendium der Stadt Wien
- 2008 Wiener Autorenstipendium
- 2010 Dramatikerpreis des Stadttheaters Klagenfurt
- 2011 Elias-Canetti-Stipendium
- 2020 2. Preis bei der Floriana 2020 – Biennale für Literatur[18]